# Статистика оценки
Статистика оценки (оценочная статистика, англ. Estimation statistics) — подход к анализу данных, который включает в себя комбинацию из методов: размера эффекта, доверительных интервалов, планирования точности и метаанализа для планирования экспериментов, анализа данных и интерпретации результатов. Этот подход отличается от проверки значимости нулевой гипотезы (NHST), который считается менее информативным. Статистика оценки, или просто оценка, также известная как новая статистика, используется в области психологии, медицинских исследований, наук о жизни и в широком спектре других экспериментальных наук, где проверка значимости нулевой гипотезы всё ещё остается распространённым подходом, несмотря на то, что в течение последних нескольких десятилетий статистика оценки рекомендуется в качестве предпочтительного подхода.
Основная цель статистики оценки — сообщить размер эффекта (точечную оценку) вместе с его доверительным интервалом, который связан с точностью оценки. Доверительный интервал суммирует диапазон вероятных значений основного эффекта популяции. Сторонники статистики оценки предпочитают сообщать о размере эффекта с его доверительными интервалами вместо p-уровня значимости и считают, что статистика оценки должна заменить метод проверки значимости для анализа данных.

## История
В физике давно используется метод средневзвешенных значений, аналогичный метаанализу.
История статистики оценки началась с разработки Якобом Коэном стандартизированной величины эффекта в 1960-х годах. Первые исследования с использованием оценочной статистики были впервые проведены Джином В. Глассом вместе с разработкой метода метаанализа в 1970-х годах. С тех пор методы статистики оценки были усовершенствованы Ларри Хеджесом, Майклом Боренштейном, Дугом Альтманом, Мартином Гарднером, Джеффом Каммингом и другими. Систематический обзор в сочетании с метаанализом — это смежный метод, который широко используется в медицинских исследованиях. Несмотря на широкое распространение метаанализа, подход статистики оценки до сих пор не используется на постоянной основе в главенствующих биомедицинских исследованиях.
В 1990-х редактор Кеннет Ротман запретил использование p-значений в журнале Epidemiology; авторы поддержали инициативу, но это не повлияло на их аналитическое мышление при проведении исследований.
В последнее время методы статистики оценки применяются в таких областях, как нейробиология, психология образования и психология.
В руководстве по публикациям Американской психологической ассоциации рекомендуется оценка (estimation), а не проверка (testing) гипотез. В документе «Единые требования к рукописям, представляемым в биомедицинские журналы» содержится аналогичная рекомендация: «Избегайте полагаться исключительно на статистическую проверку гипотез, такую как p-значения, которая не может передать важную информацию о величине эффекта».
В 2019 году журнал Общества нейробиологии eNeuro ввел политику, рекомендующую использовать графики статистики оценки в качестве предпочтительного метода для представления данных.

## Методология
У многих тестов значимости есть аналог в статистике оценки. Почти в каждом случае результат теста (или его p-значение) можно просто заменить размером эффекта и оценкой точности. Например, вместо использования t-критерия Стьюдента аналитик может сравнить две независимые группы, вычислив среднюю разницу и ее 95 % доверительный интервал. Соответствующие методы могут использоваться для парного t-критерия и множественных сравнений. Точно так же для регрессионного анализа аналитик должен сообщить коэффициент детерминации (R2) и уравнение модели вместо p-значения модели.
Однако сторонники оценочной статистики рекомендуют анализировать и представлять данные с помощью визуализации данных в дополнение к цифровым расчетам. Примерами подходящей визуализации являются точечный график для регрессии и графики Гарднера-Альтмана для двух независимых групп. В то время как классические графики (например, гистограммы, ящики с усами и скрипичные графики) не отображают сравнение, графики статистики оценки добавляют вторую ось для четкой визуализации размера эффекта.

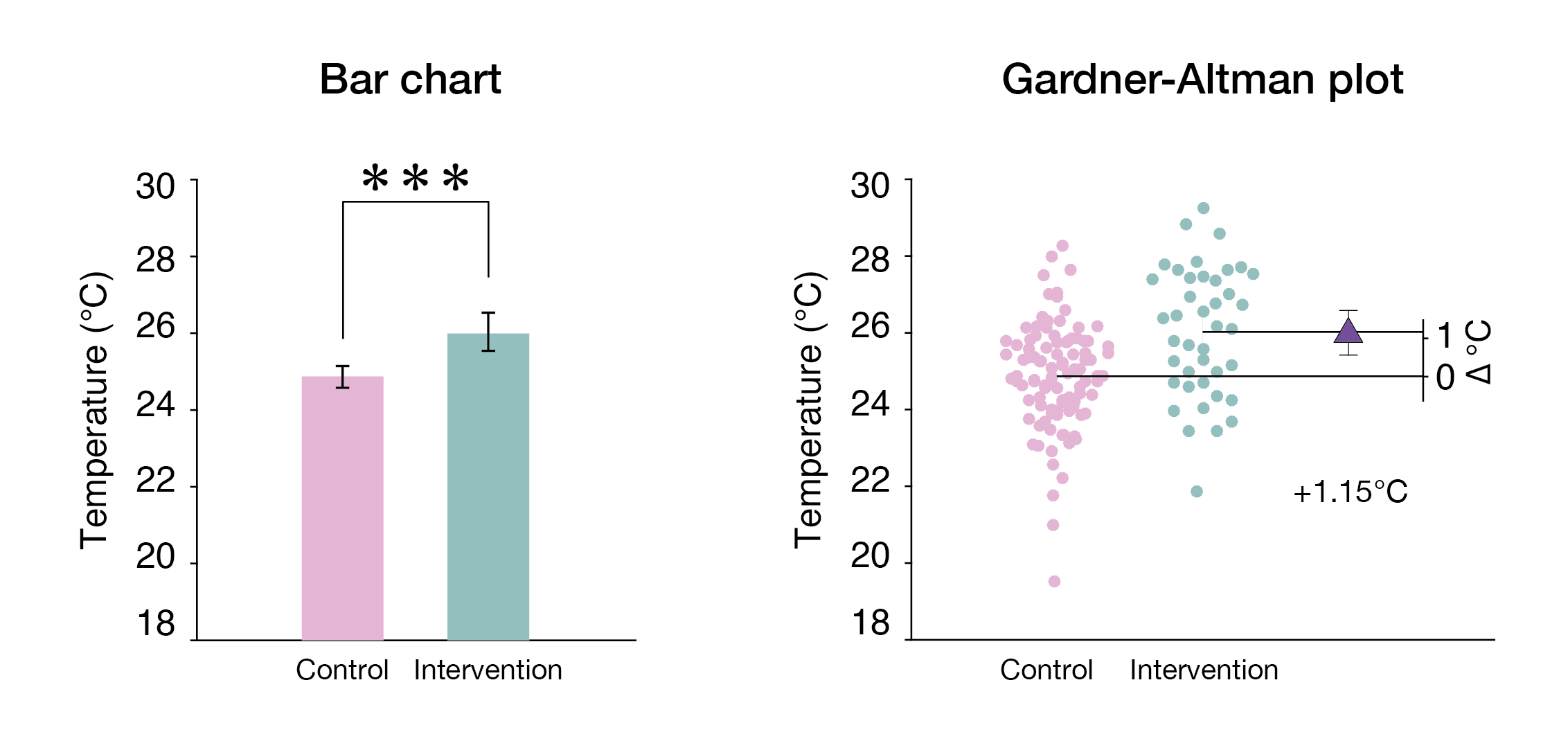
График Гарднера — Альтмана. Слева: обычная столбиковая диаграмма со звездочками, чтобы показать, что разница «статистически значима».
Справа: график Гарднера — Альтмана, на котором показаны все точки данных, а также средняя разница и ее доверительные интервалы.

### График Гарднера — Альтмана
График разности средних Гарднера — Альтмана был впервые описан Мартином Гарднером и Дугом Альтманом в 1986 г. Этот статистический график отображает данные из двух независимых групп. Также есть версия графика, подходящая для связанных выборок. Ключевые инструкции по составлению этой диаграммы следующие: (1) отобразить все наблюдаемые значения для обеих групп рядом; (2) поместить вторую ось справа, сместив её, чтобы показать шкалу разности средних; и (3) построить на графике разность средних с ее доверительным интервалом в виде маркера со значением погрешности. Графики Гарднера-Альтмана могут быть созданы с помощью специального кода с использованием пакетов Ggplot2, seaborn или DABEST; в качестве альтернативы аналитик может использовать удобное программное обеспечение, такое как приложение Estimation Stats.

### График Камминга
Для нескольких групп Джефф Камминг ввел дополнительную панель для построения двух или более разностей средних и их доверительных интервалов, помещенных под первой панелью наблюдаемых значений: такое расположение позволяет легко сравнивать различия средних («дельты») по нескольким группам данных. Графики Камминга могут быть созданы с помощью пакетов ESCI, DABEST, или приложения Estimation Stats.

### Другие методологии
Помимо разницы средних, существует множество других типов размера эффекта, со своими преимуществами относительно друг друга. Основные типы включают размеры эффекта типа Cohen’s d и коэффициент детерминации (R2) для регрессионного анализа. Для ненормальных распределений существует ряд более надежных способов расчета размеров эффекта, включая дельту Клиффа и статистику Колмогорова-Смирнова.

## Недостатки в проверке гипотез
При проверке гипотез основной целью статистических вычислений является получение p-значения — вероятности увидеть полученный результат или более экстремальный результат, если предполагается, что нулевая гипотеза верна. Если значение p низкое (обычно <0,05), практикующему специалисту в области статистики рекомендуется отвергнуть нулевую гипотезу. Сторонники статистики оценки отвергают валидность подхода проверки гипотез по следующим причинам:
- P-значения легко и часто неправильно интерпретируются. Например, p-значение часто ошибочно принимают за «вероятность того, что нулевая гипотеза верна»[20].
- Нулевая гипотеза всегда неверна для каждого набора наблюдений: всегда есть какой-то эффект, даже если он незначительный.[21]
- Проверка гипотез дает произвольно дихотомические ответы «да-нет», отбрасывая при этом важную информацию о величине эффекта.[22]
- Любое конкретное p-значение возникает в результате взаимодействия размера эффекта, размера выборки (при прочих равных, больший размер выборки дает меньшее p-значение) и ошибки выборки.[23]
- При низкой мощности симуляция данных показывает, что ошибка выборки делает p-значения чрезвычайно непостоянными.[24]

## Преимущества статистики оценки

### Преимущества доверительных интервалов
Доверительные интервалы ведут себя предсказуемо. По определению, 95 % доверительные интервалы имеют 95 % шанс уловить среднее значение популяции (μ). Эта функция остается неизменной с увеличением размера выборки; что меняется, так это то, что интервал становится меньше (точнее). Кроме того, 95 % доверительные интервалы также являются 83 % интервалами прогноза: доверительный интервал одного эксперимента имеет 83 % вероятность захвата среднего значения любого будущего эксперимента. Таким образом, знание 95 % доверительных интервалов отдельного эксперимента дает аналитику правдоподобный диапазон для среднего значения совокупности и правдоподобные результаты любых последующих экспериментов по репликации.

### Доказательная статистика
Психологические исследования восприятия статистики показывают, что интервалы оценки позволяют получить более точное восприятие данных, чем отчеты p-значений.

### Планирование точности (Precision planning)
Точность оценки формально определяется как 1/дисперсия, и, как и мощность, которая увеличивается с увеличением размера выборки. Как и мощность, высокая точность трудозатратны. Заявки на грант на исследования в идеале должны включать анализ точности/затрат. Сторонники статистики оценки считают, что планирование точности должно заменить мощность, поскольку сама статистическая мощность концептуально связана с проверкой значимости.